# La Nova Cançó (documental)
La nova cançó és una pel·lícula catalana de gènere documental dirigida per Francesc Bellmunt, estrenada l'any 1976, primer, en el marc del Congrés de Cultura Catalana celebrat a Perpinyà i, més tard, al juny del 1976, al cine Capitol de Barcelona. També es va projectar a la clausura de la Biennal de Venècia del mateix any.
El documental és un reportatge sobre el moviment artístic conegut com a Nova Cançó, en el qual s'alternen entrevistes realitzades pel periodista Àngel Casas amb actuacions musicals de diversos intèrprets, com ara, Maria del Mar Bonet, Lluís Llach, Ovidi Montllor, Francesc Pi de la Serra, Raimon, La Trinca, Jaume Sisa, Quico Pi de la Serra, Pau Riba, Ramon Muntaner, Ia Batista o Pere Figueres.
Les persones entrevistades —citades per ordre d'aparició— varen ser: Jaume Perich, Manuel Vázquez Montalbán, Jordi Pujol, Joan de Sagarra, Josep Maria Espinàs, Joan Miró, Francesc Candel, Salvador Espriu, Joan Fuster, Carles Rexach, Vicent Ventura, Maties Segura, Rafa Xambó, Josep Maria Blai, Josep Maria Llompart, Aina Moll, Antoni Serra, Jordi Sasplugues, Antoni Jordi, Marcel Oms, Teresa Rebull, Claudi Martí, Joan Molas i Lluís Castaño. Actuen en directe: Francesc Pi de la Serra, Jaume Sisa, Ramon Muntaner, La Trinca, Ia Batista, Ovidi Montllor, UC, Maria del Mar Bonet, Lluís Llach, Pere Figueres, Rafael Subirachs, Pau Riba i Raimon. La cinta també recull el testimoni d'algunes persones anònimes.
La nova cançó va ser el primer treball que rebé l’autorització d’un guió presentat en català, per a ser rodada amb so directe en català. En aquest sentit, la cinta es considera un document històric, més encara, considerant que el dictador Francisco Franco va morir mentre s'estava rodant la pel·lícula.